# Matthias-Claudius-Gymnasium (Hamburg)
Das Matthias-Claudius-Gymnasium (MCG) ist ein Gymnasium in Hamburg-Wandsbek mit der Adresse Witthöfftstraße 8. Es ist nach dem Dichter Matthias Claudius benannt. Das MCG hatte 2017 ca. 1000 Schüler sowie rund 80 Lehrer. Es ist vier- bis fünfzügig ausgebaut und eines der sieben altsprachlichen Hamburger Gymnasien, legt heute aber auch Schwerpunkte u. a. bei den Naturwissenschaften und modernen Fremdsprachen (englisch, auch bilingual, französisch, spanisch).

## Geschichte bis 1945
Das Matthias-Claudius-Gymnasium wurde am 15. Oktober 1872 als „Höhere Bürgerschule mit Gymnasialklassen zu Wandsbek“ gegründet, das erste Schulgebäude lag in der Kurvenstraße im Stadtteil Marienthal. Am 17. Oktober 1888 wurde das heute als „Altbau“ bezeichnete Schulgebäude unweit des Wandsbeker Marktplatzes und neben der Christuskirche eingeweiht. Die heutige Witthöftstraße hieß damals noch Marktstraße. Am 15. August 1890, dem 150. Geburtstag des Dichters Matthias Claudius, erhielt die Schule ihren heutigen Namen, gleichzeitig wurde auch das Claudius-Porträt als Bronzerelief von Aloys Denoth an der Fassade angebracht.
In den 1930er Jahren wurde das Schulhaus zur Schloßstraße hin erweitert und erhielt u. a. eine Zentralheizung sowie Schülertoiletten. Im Juli 1943 wurde das Gebäude bei einem Bombenangriff fast vollkommen zerstört. Im Herbst 1945 begann in fünf Räumen des Anbaus, der erhalten geblieben war, wieder der Unterricht.

## Geschichte nach 1945

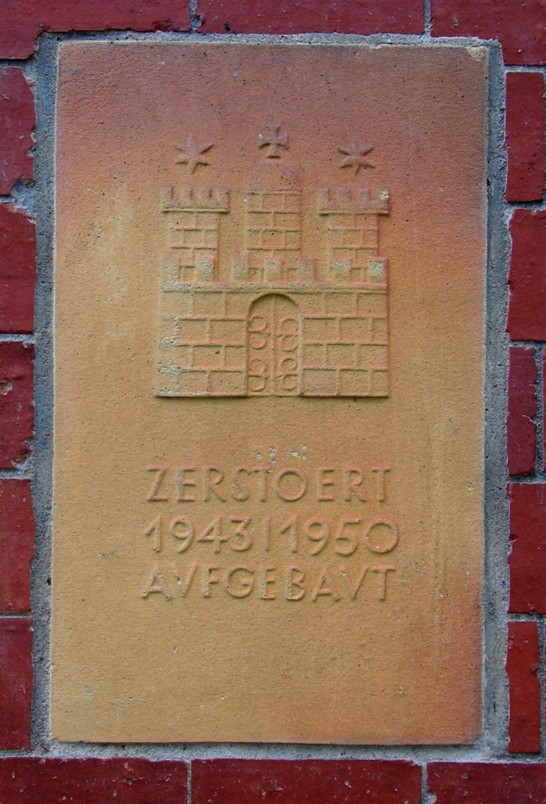
Erinnerungstafel

Im Jahr 1950 war der Altbau wiederhergestellt. Dabei wurde der Haupteingang vom Marktplatz zur ehemals rückwärtigen Witthöfftstraße verlegt. In der Aula (die nicht mehr existiert) schmückte das Kunstwerk „Fliegende Schwäne“ des Hamburger Künstlers Kurt Bauer die Wand, heute befindet es sich an der Ostfassade des Anbaus. Im Jahr 1954 konnte der altsprachliche Zweig mit einer neuen fünften Klasse eröffnet werden. Während der Jahre 1959 bis 1964 wurde die Schule mit weiteren Gebäuden erweitert und der Haupteingang zur neuen Pausenhalle verlegt.
Bis 1974 war das Matthias-Claudius-Gymnasium ein reines Jungengymnasium, danach begann eine enge Zusammenarbeit der Oberstufe mit dem benachbarten Charlotte-Paulsen-Gymnasium. 2000 bis 2002 wurden die Vorstufenklassen des Charlotte-Paulsen-Gymnasium in die Räume am Matthias-Claudius-Gymnasium ausgelagert. 2004 wurde das MCG eine offene Ganztagsschule, beginnend mit der siebten Klasse. Der Bau der neuen Mensa war 2007 abgeschlossen.
Mit 183 und 175 Anmeldungen zu den Schuljahren 2011/12 und 2012/13 belegte das Matthias-Claudius-Gymnasium bei den Hamburger Gymnasien zweimal in Folge den 1. Platz.

## Bildergalerie

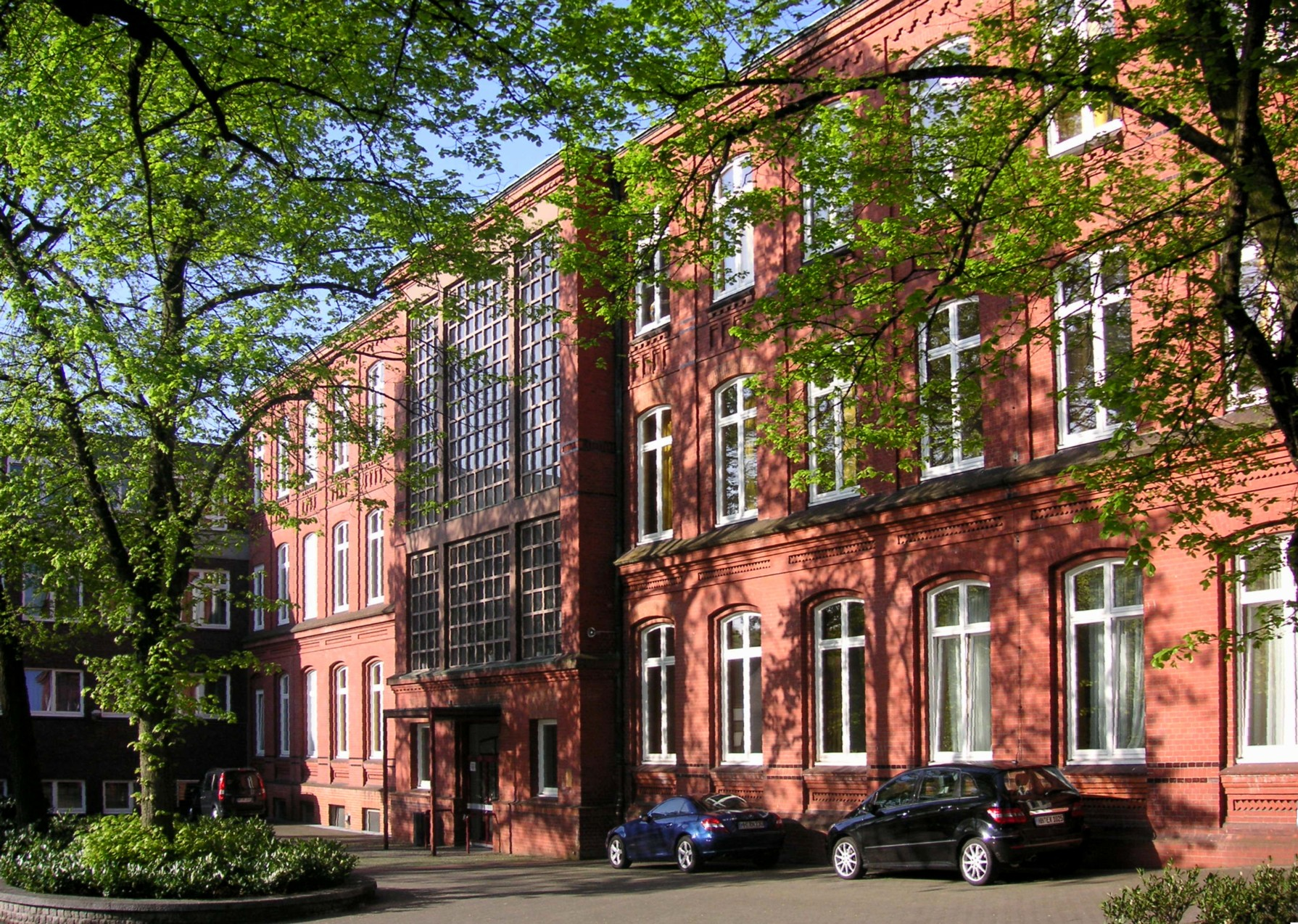
Der „Altbau“
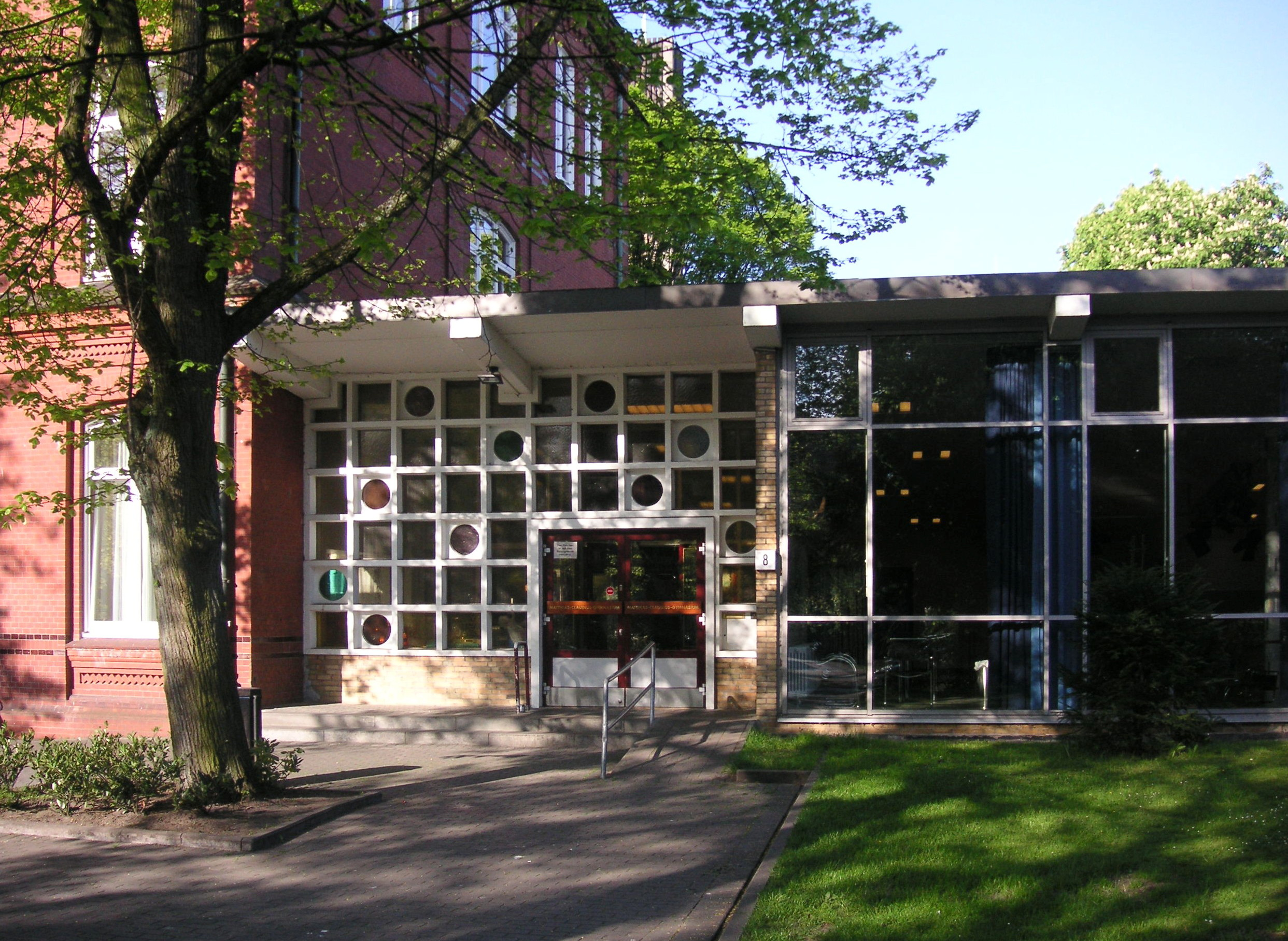
Haupteingang
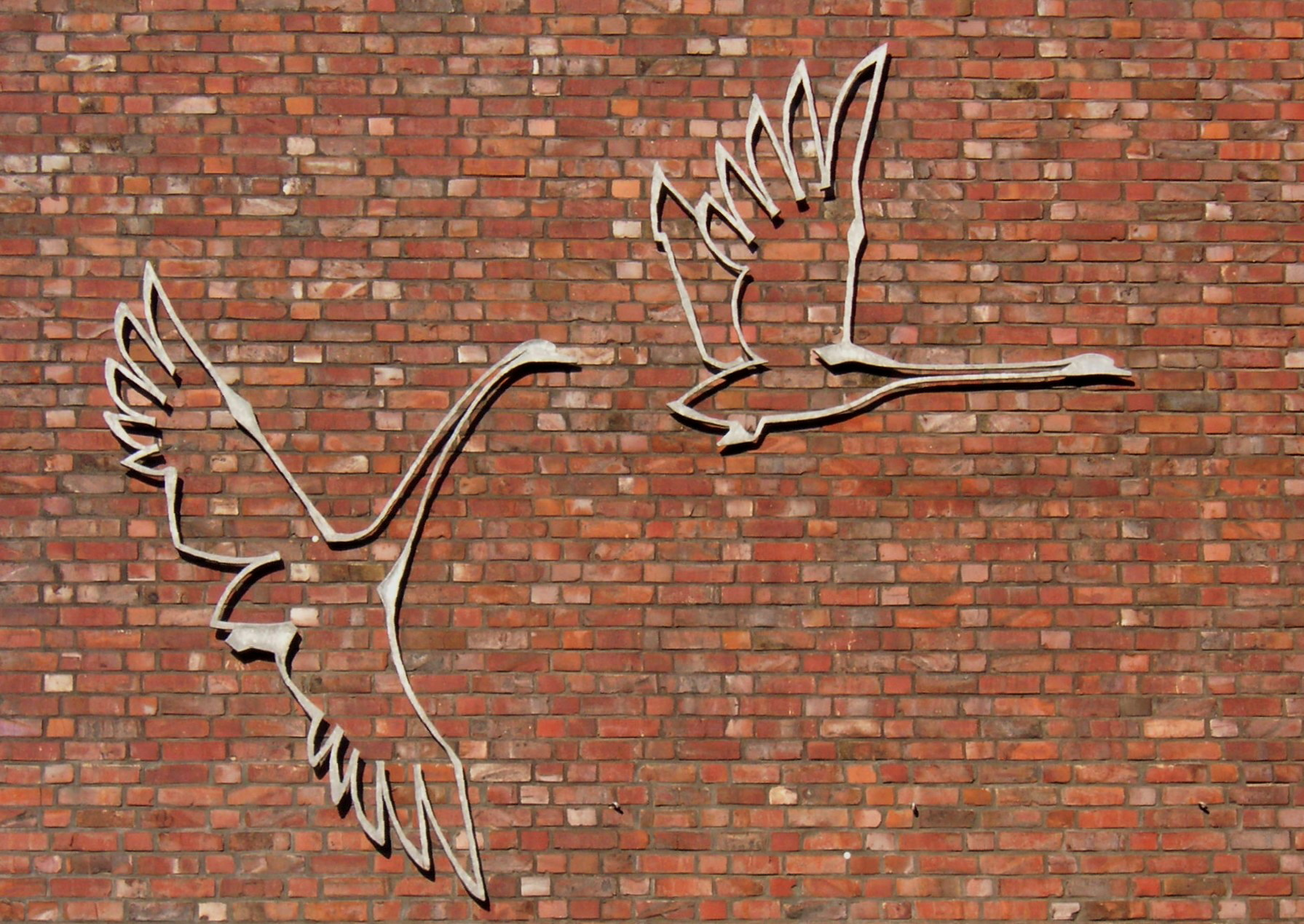
Die Schwäne von Kurt Bauer
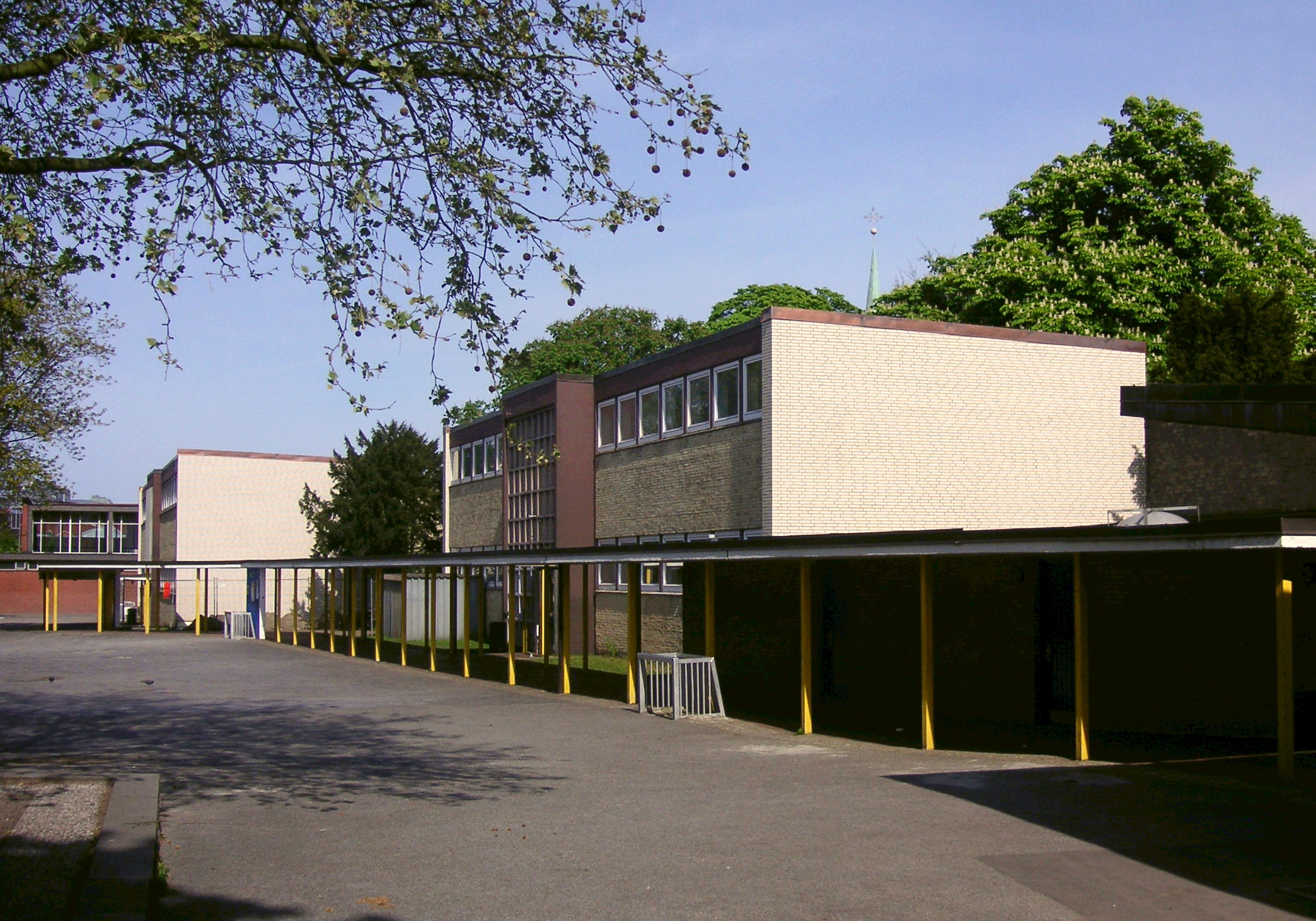
Neubauten aus den 1960er Jahren
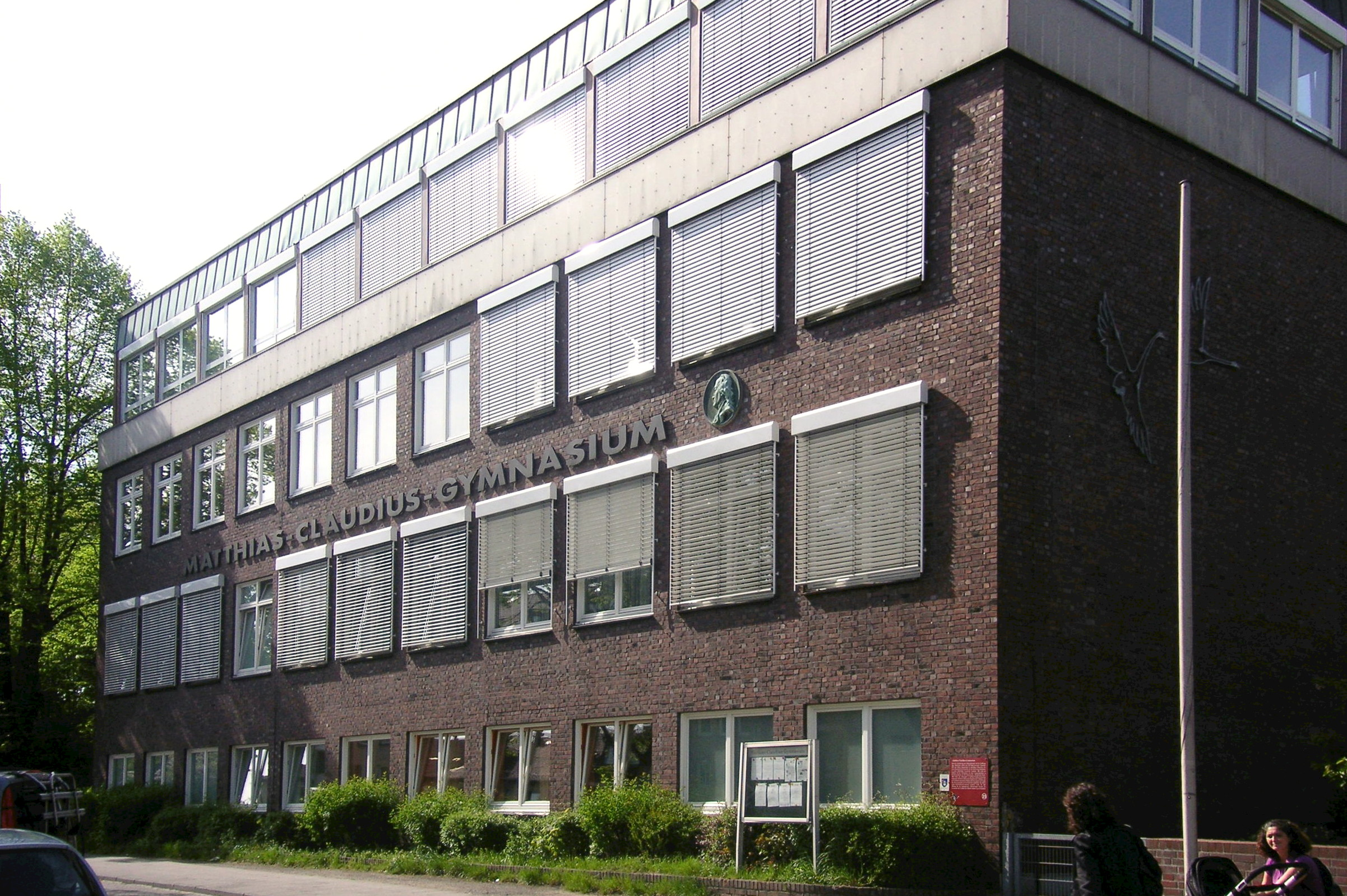
Der südliche Anbau

## Der Schülerruderverein

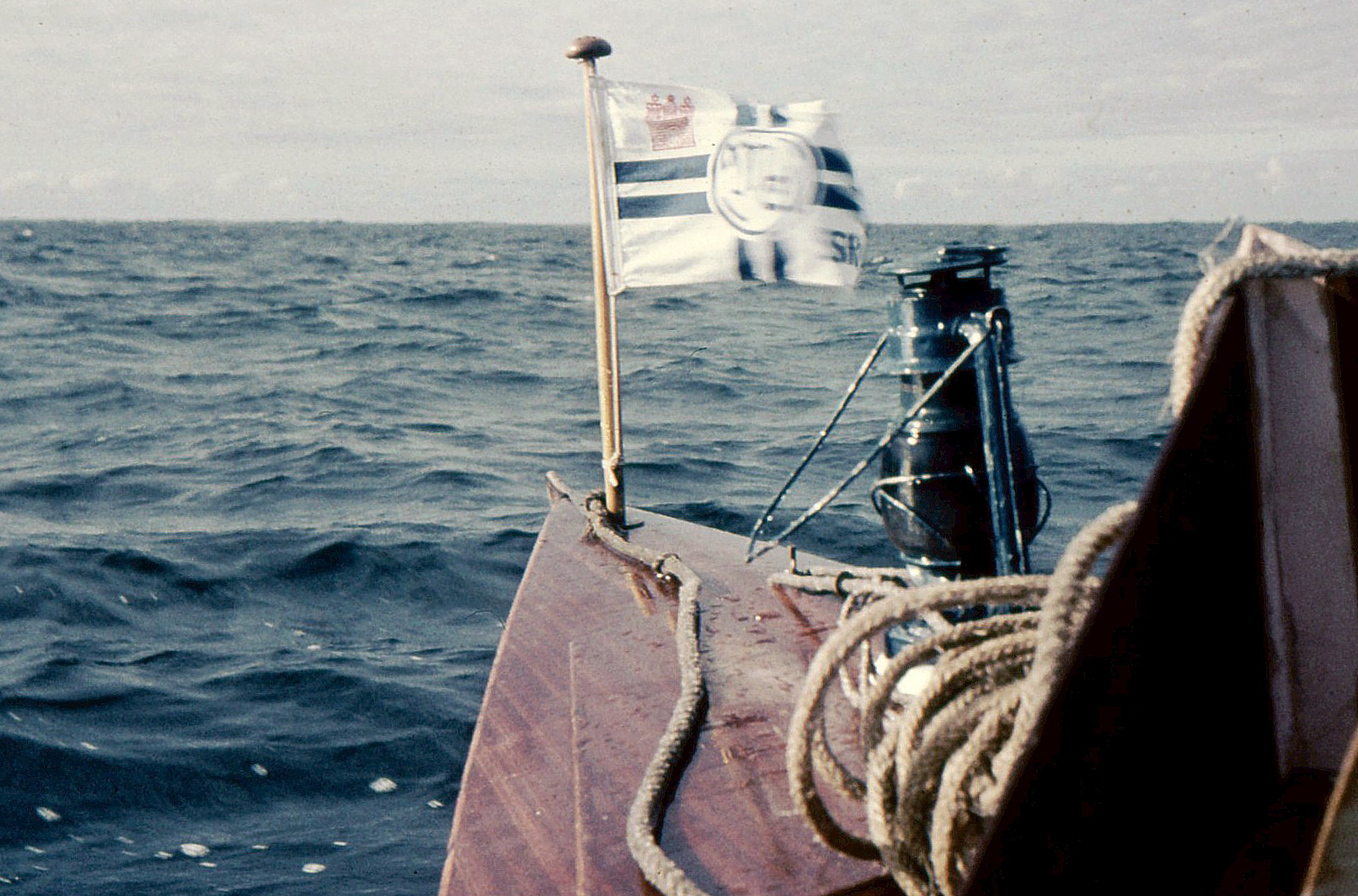
Wanderrudern auf der Lübecker Bucht im Sommer 1961

Der Schülerruderverein (SRV) des MCG existiert seit 1925. Nach einer Unterbrechung in der Kriegs- und Nachkriegszeit wurde das Rudern 1955 durch Günter Schulz-Kriebel wieder ins Leben gerufen. Er war Protektor des Vereins bis 1982. Ihm gelang es, den SRV so zu trainieren und zu motivieren, dass viele Siege auf den Hamburger Meisterschaften und den Deutschen Schülermeisterschaften errungen wurden.
Auch international haben ehemalige Ruderer des MCG gut abgeschnitten. Bei der Weltmeisterschaft 1996 in Glasgow siegte der Deutschland-Achter mit den ehemaligen MCG-Ruderer Teja Töpfer und 2006 siegte Annika Müller ebenfalls bei einer Weltmeisterschaft. Ehemalige Schüler des MCG und Mitglieder des SRV am MCG gründeten 1972 den Ruderverein Wandsbek e.V. (RVW). Der Schülerruderverein des MCG bildet die Jugendabteilung des RVW. Seit 1977 haben der Schülerruderverein des MCG und der Ruderverein Wandsbek e.V. ein eigenes Bootshaus am Oberlauf der Alster in Hamburg-Alsterdorf.

## Schulleiter des MCG
1. Hermann Klapp (1872–1894)
2. Rudolf Franz (1894–1903)
3. Gustav Sorof (1903–1908)
4. Emil Petersen (1909–1928)
5. Hans Preibisch (1928–1932)
6. Peter Zylmann (1932–1933)
7. Otto Kruschka (1934–1945), 1939–1945 kommissarisch Karl Jäger
8. Peter Zylmann (1945–1949)
9. Johann Helbig (1949–1955)
10. Werner Rockel (1955–1973)
11. Jens Plass (1973–1975)
12. Gunther Otto (1975–1986)
13. Reinhard Sattelberg (1987–1999)
14. Gerd Neumann (1999–2004)
15. Rotraud Nesemeyer (2004–2024)
16. Carsten Griese (seit 2024)

## Ehemalige Schüler des MCG
- Olavo Egídio de Souza Aranha Jùnior (1887–1972), brasilianischer Bauunternehmer
- Curt Arpe (1913–1942), Altphilologe
- Hellmuth Bethe (1901–1959), Kunsthistoriker
- Achim-Helge von Beust (1917–2007), Politiker
- Gunther Bonz (* 1956), Verwaltungsjurist
- Albert Borchers (1864–1929), Berghauptmann
- Horst Buck-Gramcko (* 1929), Orthopäde und Ärztefunktionär
- Enno Budde (1901–1979), Theologe
- Klaus Diedrich (* 1946), Gynäkologe
- Konrad Duden (1907–1979), Jurist und Hochschullehrer
- Peter Ellgaard (* 1940), Fernsehjournalist und -moderator
- Curt Engels (1884–1964), Rechtsanwalt und Mitglied der Hamburgischen Bürgerschaft
- Carsten Frerk (* 1945), Politologe, Journalist und Autor
- Michael Freytag (* 1958), Politiker (CDU), MdHB
- Hans von Geisau (1889–1972), Altphilologe
- Stefan Gwildis (* 1958), Musiker
- Christian Habicht (1926–2018), Historiker
- Walter Hasche (1909–2002), Anwalt, Bankvorstand
- Alex Heskel (1864–1943), Lehrer und Historiker
- Thomas Hoyer (* 1950), Unternehmer
- Boris Kegel-Konietzko (1925–2020), Kunsthändler
- Stephan Friedrich Johannes Kempe (* 1949), Geologe
- Adolf Köster (1883–1930), Publizist, Politiker und Diplomat
- Helmut Lindemann (1912–1998), Jurist, Publizist, Übersetzer und Schriftsteller
- Friedrich-Wilhelm Lucht (1905–1975), Rechtsanwalt und Politiker (SPD)
- Peer Martiny (* 1958), Regisseur und Schauspieler
- Hans Paulsen (1922–2024), Chemiker und Hochschullehrer
- Hartmut Perschau (1942–2022), Offizier und Politiker
- Werner Puttfarken (1889–1964), Historiker und Schulleiter
- Michy Reincke (* 1959), Popsänger und Musiker
- Herbert Ruscheweyh (1892–1965), Rechtsanwalt
- Rolf Michael Schneider (* 1950), Archäologe
- Gerhard Schramm (1910–1969), Biochemiker
- Uta Seewald-Heeg (* 1962), Computerlinguistin
- Georg Herman Sieveking (1867–1954), Arzt und Politiker
- Paul Stritter (1863–1944), Theologe und Direktor der Alsterdorfer Anstalten
- Friedrich Adolf Traun (1876–1908), Sportpionier
- Franz Tügel (1888–1946), Bischof
- Walter Windfuhr (1878–1970), Theologe